# Olympische Winterspiele 2002/Teilnehmer (Südkorea)
| Gelbes Symbol für Goldmedaillen mit stilisierten Olympischen Ringen | Graues Symbol für Silbermedaillen mit stilisierten Olympischen Ringen | Braundes Symbol für Bronzemedaillen mit stilisierten Olympischen Ringen |
| ------------------------------------------------------------------- | --------------------------------------------------------------------- | ----------------------------------------------------------------------- |
| 2                                                                   | 2                                                                     | —                                                                       |

Südkorea nahm an den Olympischen Winterspielen 2002 im US-amerikanischen Salt Lake City mit einer Delegation von 46 Athleten in neun Disziplinen teil, davon 31 Männer und 15 Frauen. Mit zwei Gold- und zwei Silbermedaillen platzierte sich Südkorea auf Rang 14 im Medaillenspiegel. Sämtliche Medaillen wurden von Athletinnen im Shorttrack gewonnen.
Fahnenträger bei der Eröffnungsfeier war der Skirennläufer Hur Seung-wook.

## Teilnehmer nach Sportarten

### Biathlon
Männer
- Shin Byung-kook
10 km Sprint: 80. Platz (29:51,1 min)
20 km Einzel: 75. Platz (1:00:58,1 h)

Frauen
- Kim Ja-youn
7,5 km Sprint: 69. Platz (26:45,2 min)
15 km Einzel: 66. Platz (1:01:13,8 min)

### Eiskunstlauf
Männer
- Lee Kyu-hyun
28. Platz (nicht für die Kür qualifiziert)

Frauen
- Park Bit-na
26. Platz (nicht für die Kür qualifiziert)

Eistanz
- Yang Tae-hwa & Lee Chuen-gun
24. Platz (48,0)

### Eisschnelllauf
Männer
- Lee Kyu-hyeok
500 m: 5. Platz (1:09,59 min)
1000 m: 8. Platz (1:08,37 min)
1500 m: 8. Platz (1:45,82 min)

- Choi Jae-bong
500 m: 17. Platz (1:10,57 min)
1000 m: 12. Platz (1:08,81 min)
1500 m: 21. Platz (1:47,26 min)

- Park Jae-man
500 m: 25. Platz (1:11,96 min)
1000 m: 32. Platz (1:10,67 min)

- Kim Chul-soo
500 m: 33. Platz (1:48,46 min)
1000 m: 25. Platz (1:09,79 min)

- Mun Jun
1500 m: 33. Platz (1:48,58 min)

- Yeo Sang-yeop
1500 m: 42. Platz (1:50,70 min)

- Lee Seung-hwan
5000 m: 28. Platz (6:37,67 min)

Frauen
- Choi Seung-yong
500 m: 18. Platz (1:17,14 min)
1000 m: 32. Platz (1:18,88 min)

- Jo Seon-yeon
500 m: 25. Platz (1:18,79 min)
1000 m: 29. Platz (1:18,36 min)

- Lee Yong-ju
500 m: 29. Platz (1:19,78 min)
1000 m: 31. Platz (1:18,79 min)

- Baek Eun-bi
1500 m: 33. Platz (2:03,87 min)
3000 m: 25. Platz (4:18,15 min)

- Choi Yoon-sook
1500 m: 29. Platz (2:01,39 min)

### Rennrodeln
Männer, Einsitzer
- Kim Min-kyu
42. Platz (3:13,805 min)

- Lee Chang-yong
Rennen im 1. Lauf nicht beendet

- Lee Hak-jin
36. Platz (3:07,199 min)

### Shorttrack
Männer
- Ahn Hyun-soo
1000 m: 4. Platz (1:32,519 min)
1500 m: 17. Platz (im Halbfinale disqualifiziert)

- Kim Dong-sung
500 m: 6. Platz (42,076 s)
1000 m: 5. Platz (1:35,582 min)
1500 m: 12. Platz (im Finale disqualifiziert)
5000-m-Staffel: 8. Platz (im Vorlauf disqualifiziert)

- Lee Seung-jae
500 m: im Vorlauf disqualifiziert
5000-m-Staffel: 8. Platz (im Vorlauf disqualifiziert)

- Min Ryoung
5000-m-Staffel: 8. Platz (im Vorlauf disqualifiziert)

- Oh Se-jong
5000-m-Staffel: 8. Platz (im Vorlauf disqualifiziert)

Frauen
- Choi Eun-kyung
500 m: 7. Platz (45,383 s)
1000 m: 6. Platz (1:34,808 min)
1500 m: Silber  (2:31,610 min)
3000-m-Staffel: Gold  (4:12,793 min)

- Choi Min-kyung
3000-m-Staffel: Gold  (4:12,793 min)

- Joo Min-jin
500 m: 9. Platz (46,893 s)
3000-m-Staffel: Gold  (4:12,793 min)

- Ko Gi-hyun
1000 m: Silber  (1:36,427 min)
1500 m: Gold  (2:31,581 min)

- Park Hye-won
3000-m-Staffel: Gold  (4:12,793 min)

### Skeleton
Männer
- Kang Kwang-bae
20. Platz (1:44,51 min)

### Ski Alpin
Männer
- Byun Jong-moon
Riesenslalom: 47. Platz (2:37,20 min)
Slalom: 31. Platz (2:01,58 min)

- Hur Seung-wook
Riesenslalom: Rennen nicht beendet
Slalom: Rennen nicht beendet

- Kang Min-heuk
Riesenslalom: 46. Platz (2:37,10 min)
Slalom: 30. Platz (1:58,48 min)

- Lee Ki-hyun
Slalom: Rennen nicht beendet

Frauen
- Yoo Hye-min
Riesenslalom: Rennen nicht beendet

### Skilanglauf
Männer
- Park Byung-joo
15 km klassisch: 62. Platz (45:51,4 min)
20 km Verfolgung: 69. Platz (nicht für das Freistilrennen qualifiziert)
30 km Freistil: 57. Platz (1:20:57,5 h)

- Shin Doo-sun
1,5 km Sprint: 57. Platz (3:11,89 min)
20 km Verfolgung: 65. Platz (nicht für das Freistilrennen qualifiziert)
30 km Freistil: 61. Platz (1:23:03,0 h)

- Jung Eui-myung
20 km Verfolgung: 76. Platz (nicht für das Freistilrennen qualifiziert)
30 km Freistil: Rennen nicht beendet

- Choi Im-heon
15 km klassisch: 64. Platz (46:13,3 min)

Frauen
- Lee Chae-won
1,5 km Sprint: 52. Platz (3:41,06 min)
10 km klassisch: 54. Platz (30:03,9 min)
10 km Verfolgung: 68. Platz (nicht für das Freistilrennen qualifiziert)
15 km Freistil: 46. Platz (45:37,9 min)

### Skispringen
- Choi Heung-chul
Normalschanze: 30. Platz (216,0)
Großschanze: 41. Platz (nicht für den 2. Sprung qualifiziert)
Mannschaft: 8. Platz (801,6)

- Choi Yong-jik
Normalschanze: 34. Platz (109,0)
Großschanze: 46. Platz (86,7)
Mannschaft: 8. Platz (801,6)

- Kang Chil-gu
Normalschanze: 46. Platz (96,0)
Großschanze: 47. Platz (83,2)
Mannschaft: 8. Platz (801,6)

- Kim Hyun-ki
Normalschanze: 36. Platz (106,0)
Großschanze: 31. Platz (108,5)
Mannschaft: 8. Platz (801,6)